# Чехов-7
Че́хов-7 (известен также под наименованиями Подо́льск-20, Черне́цкое, в/ч 03863) — бывший закрытый военный городок Министерства обороны РФ (противоракетная оборона). Расположен к югу от платформы Чернецкое на Большом кольце Московской железной дороги. Население посёлка составляет от 3 до 5 тысяч человек, формально располагается на территории городского округа Чехов Московской области (территория бывшего сельского поселения Стремиловское). Посёлок отсутствует в перечне населённых пунктов, установленном законом Московской области, где территория посёлка фигурирует как земли ФГКЭУ «202 Квартирно-эксплуатационная часть» Министерства обороны РФ. Тем не менее в ряде других официальных документов посёлку даётся определение «город», «посёлок городского типа».

## История
В/ч 03863 сформирована 7 ноября 1968 года, занимается эксплуатацией РЛС «Дунай-3У», входящей в состав противоракетной системы ПРО А-35. В ноябре 2006 года постановлением Правительства РФ с посёлка был снят статус закрытого военного городка.

## Общие сведения
РЛС располагается на расстоянии 1 км на юго-восток от посёлка.
На территории посёлка располагается 17 пятиэтажных жилых зданий. Есть также пятиэтажная гостиница-общежитие (по состоянию на лето 2020 заброшена). Посёлок находится в ведении ФГКЭУ «202 Квартирно-эксплуатационная часть» Министерства обороны РФ. В центральных СМИ звучат критические оценки состояния жилищного фонда посёлка. С 1 июля 2015 года ОАО «Славянка» передала полномочия по обслуживанию посёлка управляющей компании «Гарнизон». Акт о безвозмездной передаче федерального имущества, находящегося в оперативном управлении ФГКЭУ «202 КЭЧ Минобороны», в муниципальную собственность передан в департамент имущественных отношений Министерства обороны РФ.
В посёлке имеется средняя школа МОУ СОШ Чехов-7 с 282 учениками и 38 учителями, а также МОУ ДОД «Чернецкая детская школа искусств» и детский сад.